# Дом губернатора (Минск)
Дом губернатора, или здание иезуитской школы, — здание в Минске на площади Свободы, 7. Входило в комплекс Минского иезуитского коллегиума. Ныне в здании располагается Республиканский музыкальный колледж.

## История

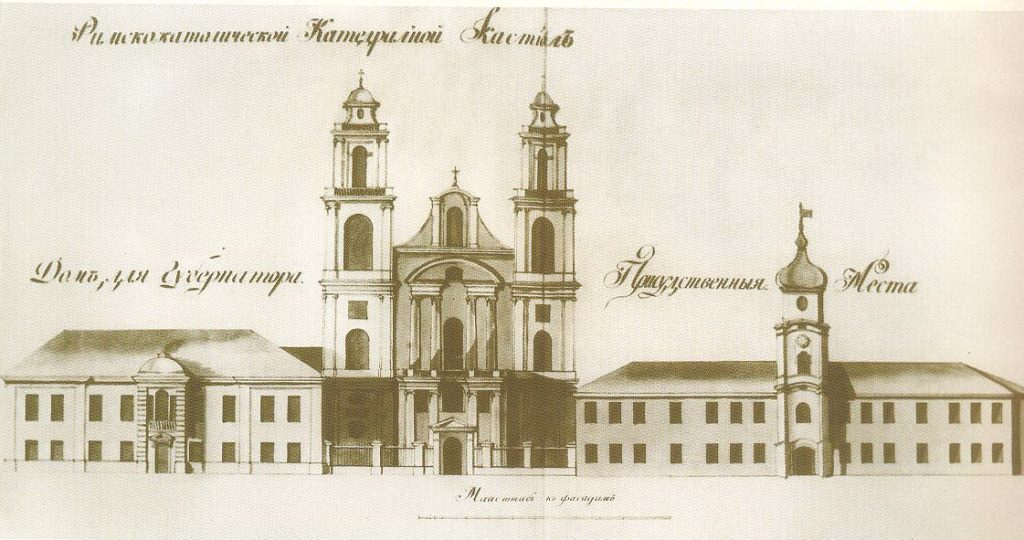
Чертеж комплекса иезуитского коллегиума в конце XVIII в. Дом губернатора слева

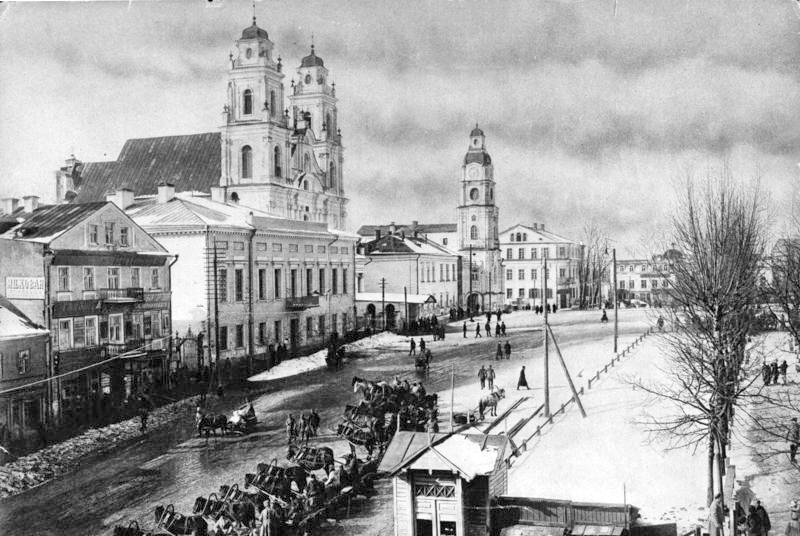
Комплекс иезуитского коллегиума в 1914 году

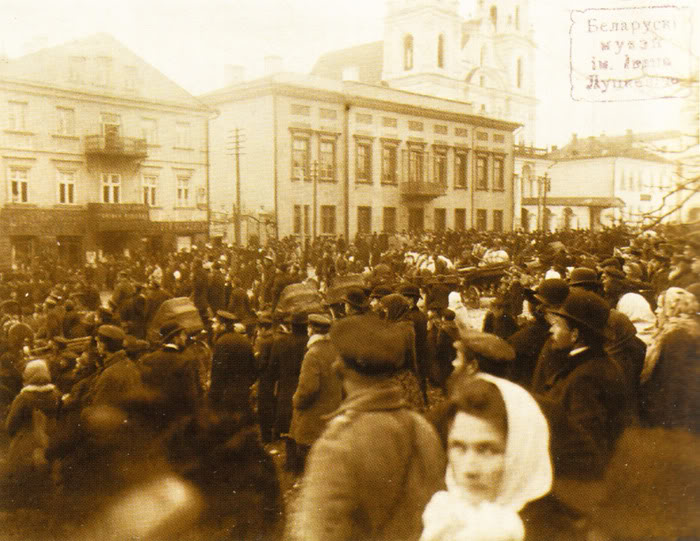
Митинг перед домом губернатора, 1905 (Курловский расстрел)

Построен в 1699 г. (по другим данным, в 1769-70-е годы) как иезуитская школа в составе комплекса Минского иезуитского коллегиума. Во время Северной войны (1700—1721) здесь останавливались Пётр I, украинский гетман Иван Мазепа, шведский король Карл XII.
В 1770 году был реконструирован — вход в него был обозначен квадратной в плане башней с куполом. С 1773 году, после запрета ордена иезуитов, в здании расположилась светская шестилетняя школа. После перестройки школы в стиле классицизм по проекту Ф. Крамера, в 1799—1917 годах — дом губернатора. При перестройке здание потеряло архитектурный декор XVIII в., в том числе и башню с куполом.
В 1799—1917 — дом губернатора Минской губернии. Во время войны 1812 года здесь останавливался французский маршал Луи Николя Даву. В 1821—1822 гг. в его библиотеке бывал декабрист М. М. Муравьев, который написал в Минске первый вариант будущей конституции Российского государства («Северная правда»).
Ночью 28 июня 1905 года в губернаторский дом была брошена бомба, пострадали казак и городовой. С 1910 года здесь временно располагалась губернаторская канцелярия и губернское присутствие по обеспечению православного духовенства. В 1914 году на втором этаже открылся военный госпиталь, который возглавлял старший врач С. М. Урванцов. 22 октября того же года госпиталь посетил Николай II, он раздавал раненым Георгиевские кресты.

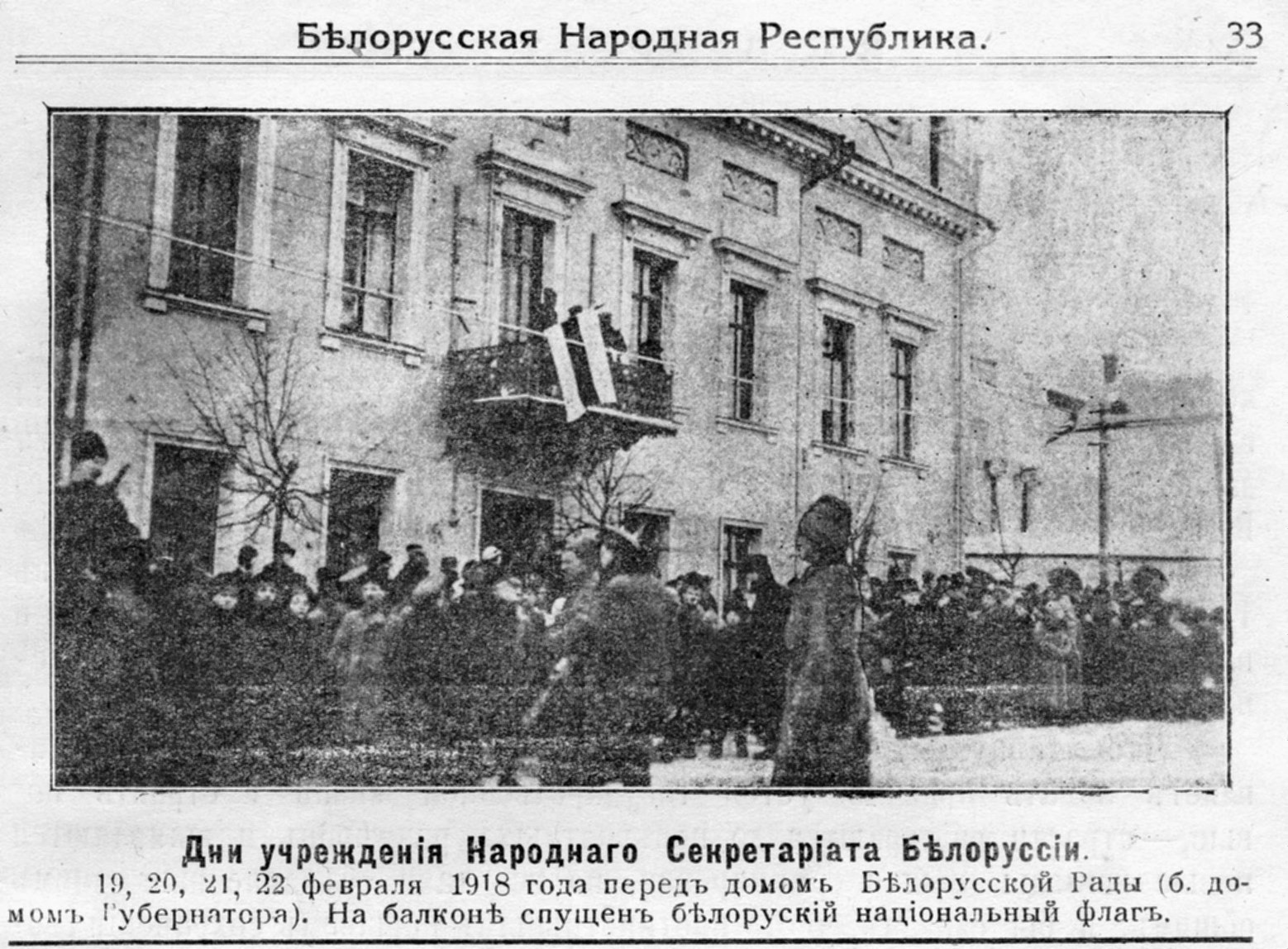
Белорусский флаг на Доме губернатора 19-22 февраля 1918 года

С 20 февраля 1918 года в здании располагался Народный секретариат БНР во главе с Иосифом Воронко. Здесь была принята Первая Уставная грамота БНР. 25 февраля немецкие солдаты сняли со здания белорусский флаг и изъяли денежные средства. Немецкая администрация забрала здание на нужды своей музыкальной войсковой команды.
После Октябрьской революции в здании в январе 1919 г. располагался Временное рабоче-крестьянское советское правительство Беларуси во главе с Дмитрием Жилуновичем. С февраля 1919 до 1933 года — 1-й Дом Советов, где находились Президиум ЦИК БССР, Совнарком и другие государственные учреждения БССР, после Второй мировой войны — музыкальная школа. В 1968 году сделана последняя значительная перестройка по проекту архитектора И. Левина: сделана пристройка со стороны дворового фасада и надстройка верхнего этажа, переделаны фасады.

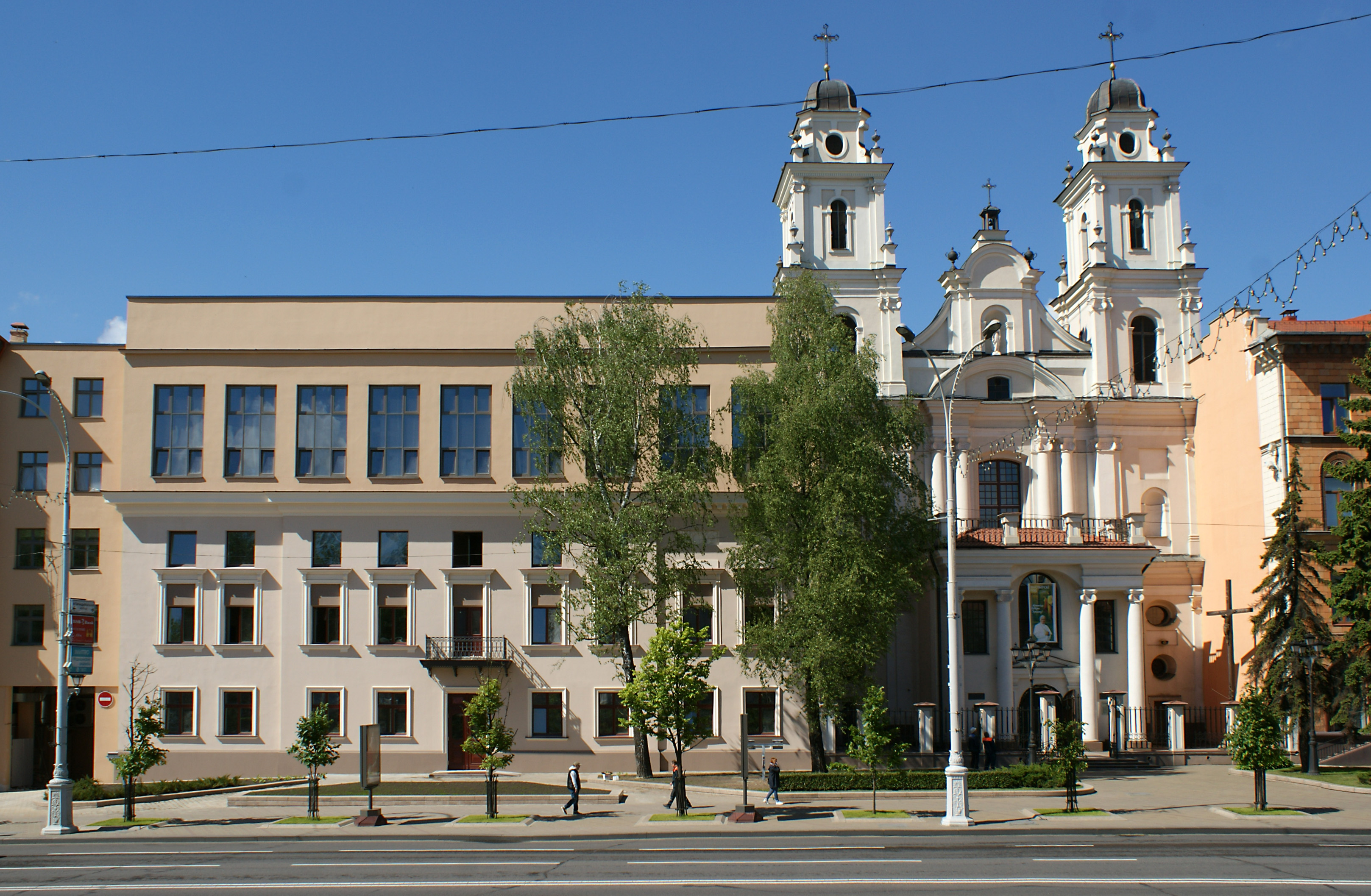
Фасад после реставрации 2019-2020 гг.

Летом 2019 года началась реконструкция с реставрацией здания, которая предполагает восстановление главного фасада в виде, близком к историческому, с сохранением советской надстройки. 2 августа 2020 года здание открылось после реставрации.

## Архитектура
Изначально здание представляло собой прямоугольное в плане, двухэтажное, накрытое вальмовой крышей сооружение. Его главный фасад был выделен квадратной в плане башней, завершенной куполом.
В наше время перестроен до неузнаваемости. Сейчас это четырёхэтажное здание, главный фасад решен плоскостно, лишен декора, членён прямоугольными оконными проемами, на верхнем этаже значительно большими по величине. Вход оформлен строгим порталом.

## Сноски
1. 1 2 3 4 5  Шибеко Из. В. Минскъ сто лет назад —  Минск: Беларусь, 2007. — С. 196-197. — 304 с. — 3000 экз.
2. ↑  realty.tut.by. Дата обращения: 16 августа 2020. Архивировано из оригинала 9 августа 2020 года.